# Ambasada Stanów Zjednoczonych w Meksyku
Ambasada Stanów Zjednoczonych w Meksyku (ang. The Embassy of the United States in Mexico City, hiszp. Embajada de Estados Unidos en México) – misja dyplomatyczna Stanów Zjednoczonych Ameryki w Meksykańskich Stanach Zjednoczonych.

## Historia
Kwestia uznania niepodległości Meksyku, uzyskanej 24 sierpnia 1821, podzieliła waszyngtońską scenę polityczną, głównie ze względu na chęć zachowania neutralności w konfliktach pomiędzy Hiszpanią, a proniepodległościowymi bojownikami w jej amerykańskich koloniach. Ostatecznie 12 grudnia 1822 prezydent James Monroe przyjął meksykańskiego ministra w Waszyngtonie, uznając tym samym niepodległość Meksyku i nawiązując stosunki dyplomatyczne z młodym państwem. 1 czerwca 1825 utworzono Poselstwo Stanów Zjednoczonych w Meksyku. Pierwszym amerykańskim posłem w Meksyku został Joel Robert Poinsett.
Amerykańsko-meksykańskie stosunki dyplomatyczne bywały napięte, włącznie z trzykrotnym ich zerwaniem. Po raz pierwszy stosunki zerwał Meksyk 28 marca 1845 w proteście przeciwko aneksji Republiki Teksasu (niepodległego państwa, będącego byłą prowincją meksykańską) przez Stany Zjednoczone. Stosunki zostały przywrócone 4 grudnia 1848, po zakończeniu wynikłej z powodu aneksji wojny amerykańsko-meksykańskiej.
21 czerwca 1858 poseł Stanów Zjednoczonych w Meksyku John Forsyth zawiesił stosunki z powodu złego traktowania obywateli Stanów Zjednoczonych i ich własności przez rząd prezydenta Miguel Miramóna. Na zerwanie stosunków wyraził zgodę prezydent Stanów Zjednoczonych James Buchanan, który 15 lipca 1858 odwołał Forsytha. Stosunki dyplomatyczne zostały przywrócone 6 kwietnia 1859 z prowadzącym wojnę domową z Miramónem rządem Benito Juáreza, uznanym przez Stany Zjednoczone za legalnego prezydenta Meksyku.
3 stycznia 1899 Poselstwo Stanów Zjednoczonych w Meksyku zostało podniesione do rangi ambasady.
22 kwietnia 1914 rząd Meksyku prezydenta Victoriano Huerty po raz kolejny zerwał stosunki dyplomatyczne ze Stanami Zjednoczonymi. Krok ten spowodowany był militarną odpowiedzą Amerykanów na incydent w Tampico i amerykańską okupacją Veracruz. Stosunki zostały przywrócone 3 marca 1917, gdy Meksykiem rządził Venustiano Carranza, którego opozycyjny wobec zwolenników Huerty rząd od 19 października 1915 był uznawany za legalny przez Stany Zjednoczone. Był to ostatni w historii stosunków amerykańsko-meksykańskich przypadek ich zerwania.

## Siedziba
Obecny budynek Ambasady Stanów Zjednoczonych w Meksyku powstał w latach 1960-1964 i w chwili otwarcia był drugą największą ambasadą Stanów Zjednoczonych na świecie. Znajduje się on przy reprezentacyjnej alei Paseo de la Reforma w centrum Meksyku.
Od początku lat 10. XXI w. planowano wzniesienie nowej siedziby ambasady. Budowa rozpoczęła się w 2018 i według planów ma zakończyć się w 2022. Jej koszt szacuje się na 943 milionów dolarów, co uczyni ją jedną z najdroższych ambasad na świecie. Na jej lokalizację wybrano zrekultywowane poprzemysłowe obszary dzielnicy Nuevo Polanco, przy zachodnich granicach miasta.